# っ
っ、ッは、日本語の音節の1つであり、仮名の1つである。つ、ツを小書きにした文字である。通常、促音を表し、1モーラを形成する。
また、古来数助詞の「つ」にも同じ小書きのっやッを用いることがある。また方言としても使われる。例:せんたっき

## 促音/q/

### 仮名表記の歴史
促音「ツ」を用いることは平安時代末まで遡る。しかし、統一されたのは15～16世紀に入ったころである。元々は舌内入声の漢字音の韻尾を「つ」で表し、それがタ行に先立つ音便としての促音、あるいは他の入声字音の促音化したものへと、次第に広まったと見られる。
しかしこの記法では、促音か、タ行音の「つ」なのかを区別できなかった。
促音であることを示すため、ひらがな文の中では「ツ」を用いるという主張があった。
小さい「っ」は、小学校教科書で1904年から4年間だけ使われたが、すぐに大きい「つ」に戻った。昭和戦前期に、低学年向けの教科書で小さい「っ」が復活した。1946年に現代仮名遣いが交付され、1947年には全ての教科書で小さい「っ」となった。

### ローマ字表記
ローマ字に翻字する場合には、次の仮名の子音字（子音字が複数連続する場合でも最初の1文字のみ）を重ねて表現する。ただし、ヘボン式ローマ字のch-の前では「tch-」とする。
後に仮名が続かない場合（「あっ!」など）は、アポストロフィ「'」で表現することもある（A'）。
コンピュータへのローマ字入力では、ローマ字表記と同じで、同じ子音字を2回タイプすると（ＣＣ，ＸＸなどの特殊な入力も含める）、1回目が「っ」の入力となる。ただしその際の注意点として（以下はMS-IME のデフォルト動作で、JIS X 4063（廃止）準拠）、
- 「n」の連続は「ん」になる。
- 一部のローマ字表記法でま行音の前の「ん」を表す「m」の連続も、「っ」になる（例: mamma → まっま）。
- 「tch」での促音には対応していない。

単独で「っ」を入力するには、「つ」の小仮名として、「xtu」「xtsu」（以上2件が JIS X 4063 準拠）、「ltu」「ltsu」とタイプする。

### 語頭・語末の「っ」
原則として語中にのみ現れるが、感嘆語・外来語・方言では語頭や語尾もありうる。例を示す。
- あっ - 危急などを表す感嘆語[4]。
- ナッ - ミャンマーの精霊。原音は [naʔ]。
- ッカビ - ダチョウの卵の殻を使ったサン人の水筒。

単独で「っ」が使われる場合は、咽が詰まった状態や極めて痛い状態が発生したことを表現したい場合に使用され、言葉にならないという意味を持つ。

## 直音/cu/
以前は「っ」は数助詞としてのみ使用され、現在でも地名や人名など使用されているケースが多い。
- 数助詞として「ッ」が使われている例 - 三ッ里村、三ッ島、三ッ林弥太郎、六ッ川料金所、岡崎市立六ッ美中学校、八ッ場ダム

## アイヌ語
アイヌ語の仮名表記（アイヌ語仮名）においては、基本的には閉音節の音節末子音として現れるt音を表す文字として用いられる。（マッ（mat、女性）、キナスッカムイ（kinasutkamuj、蛇）など）ただし、多音節語の一部（例: オッケウェ（okkewe、襟首））においては同一子音が連続する場合にも用いられる場合がある。また、資料によってはㇳが用いられる場合もある。

## 外国語教育
日本語話者向けの外国語教育で、初心者向けの仮名での発音記号として、「っ」は後に母音を伴わない [ts] を表すことがある。この場合、アイヌ語仮名と異なり、小さい「ㇳ」とは等価ではなく、母音を伴わない [t] を表す。